# Champrond-en-Perchet
Champrond-en-Perchet – miejscowość i gmina we Francji, w Regionie Centralnym, w departamencie Eure-et-Loir.
Według danych na rok 1990 gminę zamieszkiwało 456 osób, a gęstość zaludnienia wynosiła 51 osób/km² (wśród 1842 gmin Regionu Centralnego Champrond-en-Perchet plasuje się na 713. miejscu pod względem liczby ludności, natomiast pod względem powierzchni na miejscu 1208.).